# Kreis Roveredo
| Roveredo            | Roveredo          |
| ------------------- | ----------------- |
| Roveredo            |                   |
| Basisdaten          |                   |
| Staat:              | Schweiz           |
| Kanton:             | Graubünden (GR)   |
| Bezirk:             | Moesa             |
| Hauptort:           | Roveredo          |
| Fläche:             | 112,97 km²        |
| Einwohner:          | 5169 (31.12.2015) |
| Bevölkerungsdichte: | 46 Einw. pro km²  |
| Aufgehoben am:      | 31. Dezember 2015 |
| Karte               |                   |
| Karte von Roveredo  |                   |

Der Kreis Roveredo (italienisch Circolo di Roveredo) bildete bis zum 31. Dezember 2015 zusammen mit den Kreisen Calanca und Misox den Bezirk Moesa des Kantons Graubünden in der Schweiz. Der Sitz des Kreisamtes war in Roveredo. Durch die Bündner Gebietsreform wurden die Kreise aufgehoben.

## Gemeinden
Der Kreis setzte sich aus folgenden Gemeinden zusammen:
| Wappen      | Name der Gemeinde | Einwohner (31. Dez. 2015) | Fläche in km² | BFS-Nr |
| ----------- | ----------------- | ------------------------- | ------------- | ------ |
| Cama        | Cama              | 571                       | 15,00         | 3831   |
| Grono       | Grono             | 1020                      | 14,81         | 3832   |
| Leggia      | Leggia            | 138                       | 9,18          | 3833   |
| Roveredo    | Roveredo          | 2511                      | 38,79         | 3834   |
| San Vittore | San Vittore       | 766                       | 22,06         | 3835   |
| Verdabbio   | Verdabbio         | 163                       | 13,13         | 3836   |